# 77 هـ
77 هـ هي سنة في التقويم الهجري امتدت مقابلةً في التقويم الميلادي بين سنتي 696 و697.

## مواليد
- ذو الرمة

## وفيات
- زهرة بن الحوية التميمي
- شبيب الخارجي
- شبيب الشيباني
- عتاب بن ورقاء الرياحي
- غزالة الشيبانية
- مطرف بن المغيرة بن شعبة
- ابن الشاطر